# 22 (альбом Крейга Дэвида)
22 — восьмой студийный альбом английского поп-исполнителя Крейга Дэвида. Он был выпущен 30 сентября 2022 года на лейблах TS5 Label и Moor Records.

## Рейтинг
Кьянн-Сиан Уильямс из NME назвала 22 «ностальгической шелковистой пластинкой возрождения R&B». Она написала, что «в значительной степени полагаясь на позитивную природу классического R&B 00-х, Крейг Дэвид мог бы опасно сделать бесполезный альбом-возвращение. Тем не менее, в то время, когда многие британские поклонники R&B жаждут отличной музыки и признания, Крейг Дэвид не только удовлетворяет этот аппетит, но и использует свою платформу, чтобы восхвалять некоторых звезд, за которыми стоит понаблюдать». Кейт Френч-Моррис, пишущая для The Telegraph, отметила, что альбом «не испорчен тенденциями, в отличие от своего предшественника 2018 года, который застал Дэвида за игрой с автотюном и EDM-дропами […] Новое поколение ушей дало ему более справедливый слух и успех возвращения. 22 — это не Born to Do It, но он, по крайней мере, напоминает нам о заслуженном престиже этого альбома».

## Позиции в чартах
22 дебютировал на седьмом месте в UK Albums Chart. Это был шестой альбом Дэвида, вошедший в десятку лучших альбомов. В других местах Великобритании альбом также дебютировал и достиг первого места в Independent Albums Chart, а также достиг второго места в UK Album Downloads, и четвёртого места как в Physical Albums, так и в Albums Sales Chart. 22 также дебютировал на 25 месте в Scottish Albums Chart.

## Список композиций
Первоначально как главный сингл альбома был заявлен When You Know What Love Is, позже был исключен из окончательного списка треков.
| №                   | Название                                             | Автор(ы) | Продюсер(ы)                                               | Длительность |
| ------------------- | ---------------------------------------------------- | --- | --------------------------------------------------------- | ------------ |
| 1.                  | «Teardrops»                                          | Craig David Negin Djafari Michael Engmann Jonathan Buck Bob Robinson Timothy Kelley                                                      | Mike Brainchild                                           | 3:52         |
| 2.                  | «DNA» (with Galantis)                                | David Uzoechi Emenike Lee Paul Williams Conor Manning Christian Karlsson David Saint Fleur Jordi Fluiter Yusekae Koi Christopher Tempest | Bloodshy Fleur Y3llo Koala VodKa Digital Farm Animals [a] | 2:57         |
| 3.                  | «Who You Are» (with MNEK)                            | David Emenike Nicholas Gale Matthew Zara JoJo Bailey Rory Bennett                                                                        | Digital Farm Animals                                      | 3:25         |
| 4.                  | «G Love» (featuring Nippa)                           | David Engmann Jordan Adebiyi | Brainchild Digital Farm Animals                           | 3:07         |
| 5.                  | «21» (featuring Isong)                               | David Engmann Samuel Isong | Brainchild                                                | 3:37         |
| 6.                  | «Give It All Up»                                     | David Djafari George Tizzard Richard Parkhouse                                                                                           | Red Triangle                                              | 3:09         |
| 7.                  | «Back to Basics» (featuring Gracey)                  | David Grace Barker Adrian McLeod Thomas Mackenzie Bell                                                                                   | Toddla T                                                  | 3:32         |
| 8.                  | «My Heart’s Been Waiting for You» (featuring Duvall) | David Djafari Engmann Nathan Duvall | Brainchild Digital Farm Animals Duvall Tom Demac          | 3:25         |
| 9.                  | «What More Could I Ask For?» (featuring Wretch 32)   | David Engmann Jermaine Scott | Brainchild                                                | 4:24         |
| 10.                 | «Obvious» (featuring Muni Long)                      | David Sean Wander Priscilla "Muni Long" Hamilton Engmann                                                                                 | Brainchild                                                | 3:39         |
| 11.                 | «Gold»                                               | David Carmen Reece Engmann | Brainchild                                                | 3:00         |
| 12.                 | «Maybe»                                              | David Engmann | Brainchild PopScar [a]                                    | 3:06         |
| Общая длительность: | Общая длительность:                                  | Общая длительность: | Общая длительность:                                       | 41:13        |

| №                   | Название                        | Автор(ы) | Продюсер(ы)         | Длительность |
| ------------------- | ------------------------------- | --- | ------------------- | ------------ |
| 13.                 | «Gets Like That»                | David Wander Engmann                                                                                          | Brainchild          | 3:57         |
| 14.                 | «Best of Me»                    | David Reece Engmann Mariah Carey Jeffrey Cohen Shawn Carter Shirley Ellis Lincoln Chase Narada Michael Walden | Brainchild          | 3:05         |
| 15.                 | «Meant to Be»                   | David Engmann                                                                                                 | Brainchild          | 3:45         |
| 16.                 | «Already Know» (featuring Кайл) | David Engmann Кайл Харви                                                                                      | Brainchild          | 2:53         |
| 17.                 | «Yes» (with Carmen Reece)       | Reece G'harah Degeddingseze                                                                                   | Reece Degeddingseze | 4:10         |
| Общая длительность: | Общая длительность:             | Общая длительность:                                                                                           | Общая длительность: | 59:03        |

| №                   | Название                            | Длительность |
| ------------------- | ----------------------------------- | ------------ |
| 18.                 | «Used To»                           | 2:50         |
| 19.                 | «Unconditional»                     | 3:18         |
| 20.                 | «DNA (Part 2)»                      | 3:50         |
| 21.                 | «Who You Are (Part 2)» (with MNEK)  | 3:48         |
| 22.                 | «DNA» (acoustic)                    | 3:48         |
| 23.                 | «Who You Are» (stripped, with MNEK) | 3:38         |
| Общая длительность: | Общая длительность:                 | 80:15        |

## Хит-парады
| Хит-парад (2022)                  | Позиция |
| --------------------------------- | ------- |
| Australian Digital Albums (ARIA)  | 9       |
| Australian Physical Albums (ARIA) | 86      |
| Бельгия/Фландрия (Ultratop)       | 191     |
| Шотландия (Scottish Albums Chart) | 25      |
| Великобритания (UK Albums Chart)  | 7       |

## Хронология выхода
| Страна | Дата             | Формат                              | Лейбл    | Ист.  |
| ------ | ---------------- | ----------------------------------- | -------- | ----- |
| Разные | 30 сентября 2022 | CD digital download streaming vinyl | TS5 Moor | [ 7 ] |

## Интересные факты
Название альбома произошло в честь 22-й годовщины дебютного альбома Дэвида Born to Do It (2000).